# Триумфальная арка (роман)
«Триумфа́льная а́рка» (нем. Arc de Triomphe) — роман немецкого писателя Эриха Марии Ремарка, впервые опубликованный в США в 1945 году; немецкое издание вышло в 1946. Вошёл в список бестселлеров по версии Publishers Weekly за 1946 год в США.
Прототипом главной героини Жоан являлась Марлен Дитрих, которую Ремарк любил долгие годы и с которой жил в Париже перед началом Второй мировой войны.
Роман был переведён на русский язык и впервые опубликован в СССР в журнале «Иностранная литература», 1959, № 8—11.

## Сюжет
Действие происходит во Франции в 1938—1939 годах. Равик, участник Первой мировой войны, немецкий хирург, не имеющий гражданства, живёт в Париже и оперирует пациентов вместо менее квалифицированных французских хирургов. Он один из множества эмигрантов без паспортов или каких-либо иных документов, постоянно находящихся под угрозой ареста и высылки из страны. На родине Равик помог бежать двум невиновным, пережив после этого пытки в гестапо и гибель своей девушки в застенках. Затем он перебрался во Францию, так как там эмигрантам легче всего жить.
Равик случайно знакомится с итальянской актрисой Жоан Маду и завязывает с ней роман. Влюблённые то ссорятся, то мирятся. Равику удаётся заманить в лес и убить своего главного мучителя — гестаповца Хааке, пообещав ему визит в элитный бордель.
В конце романа начинается война, Жоан получает смертельное ранение от пули ревнивого актёра, Равик отказывается скрыться под личиной русского эмигранта и спокойно отдаётся в руки полиции, устроившей облаву в отеле, где он живёт.
Роман «Тени в раю» является логическим продолжением «Триумфальной арки».

## Главные герои
- Равик (другой вариант перевода — Равич) — хирург-беженец из Германии, не имеющий гражданства (настоящее имя — Людвиг Фрезенбург);
- Жоан Маду — актриса, певица. Её отец — румын, мать — англичанка. Детство провела в Италии.
- Хааке — немецкий гестаповец, который пытал Равика и довёл до самоубийства его любимую девушку Сибиллу;
- Борис Морозов — высокий и крепкий 60-летний бородач, эмигрант из России. Лучший друг Равика, работает портье в заведении «Шахерезада». Мечтает отомстить коммунистам, которые замучили его отца;
- Вебер — гинеколог из клиники Дюрана, коллега Равика; семьянин, любит ухаживать за собственным садом;
- Дюран — знаменитый врач, владелец клиники. В силу пожилого возраста утратил способность оперировать хорошо, поэтому нанимает других врачей, которые оперируют больных вместо него;
- Эжени — медсестра клиники, старая дева.
- Кэт Хегстрем — американка, первая пациентка Равика. Больна раком. Вернулась в США на корабле «Нормандия»;
- Аарон Голдберг — сосед Равика в гостинице «Интернациональ», повесился на окне;
- Рут Голдберг — жена Аарона Голдберга. После смерти мужа продала его паспорт другому нелегальному эмигранту;
- Эрнест Зейденбаум — доктор филологии и философии, нелегальный иммигрант, 6 лет жил в «Интернационале»;
- Розенфельд — эмигрант, который продаёт уникальные картины (Ван Гога, Сезанна, Гогена, Сислея, Ренуара, Делакруа), чтобы выжить;
- Жанно — 13-летний мальчик, попавший в ДТП, которому Равик ампутировал ногу;
- Люсьенна — неудачно сделала аборт у непрофессиональной акушерки, после чего попала в клинику, где её оперировал Равик. После удаления матки продолжила зарабатывать проституцией;
- Роланда — распорядительница публичного дома «Осирис». Получила наследство от родственников и открыла собственную кофейню.

## Экранизации
- «Триумфальная арка» — фильм 1948 года с Ингрид Бергман и Шарлем Буайе в главных ролях;
- «Триумфальная арка[англ.]» — фильм 1984 года. В главных ролях — Энтони Хопкинс и Лесли-Энн Даун.